# Хувер (Алабама)
Хувер (енгл. Hoover) град је у америчкој савезној држави Алабама. По попису становништва из 2010. у њему је живело 81.619 становника.

## Демографија
Према попису становништва из 2010. у граду је живело 81.619 становника, што је 18.877 (30,1%) становника више него 2000. године.
| Група             | 2000.          | 2010.          |
| Белци             | 53.616 (85,5%) | 59.254 (72,6%) |
| Афроамериканци    | 4.248 (6,8%)   | 12.114 (14,8%) |
| Азијати           | 1.812 (2,9%)   | 4.135 (5,1%)   |
| Хиспаноамериканци | 2.380 (3,8%)   | 4.915 (6,0%)   |
| Укупно            | 62.742         | 81.619         |